# Edward von Ropp
Edward Ropp (niem. Eduard Michael Johann Maria Baron von der Ropp; ur. 2 grudnia 1851 w Liksnie k. Dyneburga, zm. 25 lipca 1939 w Poznaniu) – polski biskup katolicki, ziemianin Imperium Rosyjskiego i polityk narodowo-konserwatywny. Ordynariusz w Tyraspolu (1902–1903), biskup wileński (1903–1917), arcybiskup mohylewski i metropolita katolicki w Rosji (1917–1926).

## Życiorys
Trzeci z czwórki synów barona Emmericha Juliusa von der Roppa i hrabianki Izabelli Józefy Plater-Zyberk (Isabella von Plater-Syberg), córki Michała Platera-Zyberka, cywilnego wicegubernatora wileńskiego. Po studiach prawniczych na Uniwersytecie Petersburskim pracował w administracji państwowej. Posiadał dobra ziemskie w ujeździe święciańskim. Wstąpił do seminarium duchownego w Kownie. Studia teologiczne uzupełniał za granicą na Uniwersytecie Leopolda i Franciszka w Innsbrucku i na Uniwersytecie we Fryburgu. Po powrocie przyjął święcenia kapłańskie w Kownie 20 lipca 1886 r. Proboszcz w Lipawie na Łotwie, kanonik żmudzki. Troszczył się o rozwój szkolnictwa ludowego i działalność charytatywną.
9 czerwca 1902 mianowany biskupem tyraspolskim przez Leona XIII, sakrę biskupią przyjął 16 listopada 1902 w Petersburgu z rąk abpa Bolesława Hieronima Kłopotowskiego (współkonsekratorzy − Antoni Baranowski i Kazimierz Ruszkiewicz). 9 listopada 1903 mianowany biskupem wileńskim przez Piusa X, ingres do katedry wileńskiej odbył 2 grudnia 1903. 
W 1906 został wybrany deputowanym z guberni wileńskiej do nowo ustanowionej Dumy Państwowej, gdzie wszedł do Koła Kresowego. Był zwolennikiem autonomii dla Polaków. Za sprzeciw wobec rusyfikacji i domaganie się od władz carskich odszkodowania za skonfiskowane dobra kościelne zmuszony został przez władze rosyjskie 5 października 1907 do opuszczenia diecezji. Po krótkim pobycie w klasztorze przy kościele Świętej Katarzyny w Petersburgu osiadł w majątku swego brata w Niszczy, w guberni witebskiej. 
25 lipca 1917 mianowany arcybiskupem mohylewskim i metropolitą Rosji przez Benedykta XV, ingres do katedry w Mohylewie odbył 2 grudnia 1917. Był także administratorem apostolskim diecezji mińskiej w 1917 r. Ostatni pasterz na stolicy metropolitalnej w Mohylewie. W kwietniu 1919 został zatrzymany w Piotrogrodzie przez władze radzieckie w odpowiedzi na aresztowania komunistów w zajętym przez polskie wojsko Wilnie, uwięziony i skazany na śmierć. Na skutek zabiegów rządu II RP nie został stracony, po roku został przeniesiony do Moskwy, a w 1921 na mocy umowy o wymianie jeńców w ramach traktatu ryskiego opuścił Rosję radziecką i osiedlił się w Polsce. 
Początkowo rezydował w Lublinie, gdzie pełnił posługę w kościele pw. św. Jozafata przy ul. Zielonej 3. Kościół ten − zbudowany przed laty jako prawosławna cerkiew podległa bezpośrednio patriarsze Konstantynopola − został mu użyczony przez biskupa lubelskiego Mariana Leona Fulmana na prokatedrę. W budynkach kościelnych abp Ropp otworzył seminarium duchowne, działające pod nazwą Instytutu Misyjnego. Później przeniósł się do Warszawy.
W kwietniu i maju 1924 podjął wspólnie z Adamem Ronikierem nieudaną próbę założenia konserwatywnego stronnictwa pod nazwą Związek Katolicko-Narodowy.
W październiku 1938 opuścił Warszawę i zamieszkał w Poznaniu u swojego bratanka Stefana, dyrektora Międzynarodowych Targów Poznańskich i polskiego komisarza Wystawy Światowej w Nowym Jorku w 1939.
Zmarł 25 lipca 1939 w szpitalu sióstr Elżbietanek w Poznaniu, gdzie przebywał od czasu, gdy w marcu tego roku zachorował na zapalenie płuc. Przed śmiercią otrzymał telegraficzne błogosławieństwo Piusa XII. 28 lipca 1939 został pochowany w Kaplicy Szołdrskich w podziemiach archikatedry poznańskiej. W 1983 ciało abpa Edwarda von Roppa przewieziono do Białegostoku i złożono do krypty archikatedry białostockiej.

## Ordery i odznaczenia
- Wielka Wstęga Orderu Odrodzenia Polski (1927)[9]
- Złoty Krzyż Zasługi (11 kwietnia 1939)[10]